# Tenesin
Tenesin je kemijski element atomskog (rednog) broja 117 i atomske mase 291. U periodnom sustavu elemenata predstavlja ga simbol Ts.
Halogeni kemijski element otkriven u siječnju 2010. Staro ime mu je ununseptij.

## Vanjske poveznice
- Ununseptij, Uus